# Aprendizaje implícito
El aprendizaje implícito es una forma de aprendizaje que puede ocurrir de una manera incidental, y que no necesariamente require conciencia acerca de los contenidos o procedimientos que se están aprendiendo. 
El término "aprendizaje implícito" fue sugerido por primera vez por Arthur Reber, quién utilizó un paradigma experimental en el que se pidió a los participantes (estudiantes universitarios) memorizar cadenas de letras generadas por una gramática artificial de estado finito. Posteriormente, se les informó a los participantes que las cadenas de letras fueron generadas por un conjunto de reglas y les pidió discriminar entre nuevas instancias gramaticales y no gramaticales.  Reber (1969)  encontró que los sujetos obtuvieron puntajes por arriba del nivel de azar en esta prueba de discriminación, pero fueron incapaces de describir adecuadamente la estructura subyacente de la gramática. Este hallazgo fue posteriormente replicado en diferentes laboratorios (p. ej. Berry, 1991; Perruchet y Pacteau, 1990; Whittlesea y Wright, 1997).  Estos estudios muestran que los participantes fueron capaces de aprender algo acerca de las regularidades del ambiente sin necesidad de ser informados acerca de las reglas que producían esas regularidades.
Basándose en la diferencia entre el desempeño en las pruebas de discriminación y el desempeño en descripción de la estructura gramatical y aunando el fracaso de los experimentos de Miller (1967), Reber (1969, 1989a, 1989b, 1993, 1997) ha propuesto y defendido la idea que debería existir otro tipo de aprendizaje que permitiera a los sujetos lograr un buen desempeño en las pruebas de discriminación; se supone que este conocimiento, generado por simple exposición a estructuras complejas, no es accesible a la conciencia.  La hipótesis del aprendizaje implícito sirve por lo tanto para explicar datos en los que se presenta una disociación entre la conducta de discriminación y la conducta de describir la estructura subyacente de los estímulos.
Datos generados con otros arreglos experimentales han permitido a los investigadores atribuir cierta generalidad al fenómeno del aprendizaje implícito.  Por ejemplo, en una tarea de reacción serial (p. ej. Jiménez y Méndez, 1999; Shanks y Johnstone, 1999) en la cual se presentan puntos luminosos en diferentes posiciones de la pantalla de un ordenador y se pide a los participantes digitar determinadas teclas sistemáticamente correlacionadas con la posición de los puntos, se ha observado una reducción importante en la latencia de las respuestas y un pobre desempeño en la descripción del patrón de correlaciones entre los puntos y las teclas digitadas.  
A pesar de la abundancia de evidencia contemporánea que replica en diferentes contextos los hallazgos empíricos generados por Reber (Berry, 1991, 1994; Berry y Dienes, 1993; Berry y Cock, 1998; Bigand, Perruchet y Boyer, 1998; Dulany, 1997; Elman, 1994; Frensch, Lin y Buchner, 1998; Frensch, Wenke y Ruenger, 1999; Frick y Lee, 1995; Goschke, 1997; Hartman, Knopman y Nissen,1989; Hendrickx y Houwer, 1997; Hoffmann y  Koch, 1998; Neal y Hesket, 1997a; etc.), la noción de aprendizaje implícito como concepto ha sido ampliamente debatida por los psicólogos cognoscitivos contemporáneos.  
En primer lugar se ha propuesto que la utilización de reportes verbales para medir el grado de conocimiento que los sujetos poseen acerca de la gramática artificial puede no ser un método suficientemente sensible (Haider, 1992, 1993; Shanks y St. John, 1994; St. John y Shanks, 1997).  En segundo lugar, se ha sugerido que el desempeño por arriba del azar en las pruebas de discriminación podría estar bajo el control explícito de fragmentos de las cadenas de letras memorizadas durante la fase de entrenamiento (Perruchet, 1994; Perruchet y Nicolas, 1998; Perruchet y Pacteau, 1990; Perruchet y Vinter, 1998).  A este respecto se ha aportado cierta evidencia empírica en experimentos en los que se pide a los participantes que además de discriminar entre instancias gramaticales y no gramaticales, indiquen las partes de las instancias no gramaticales que consideran incorrectas (Perruchet, Pacteau y Gallego, 1997; Perruchet, Vinter y Gallego, 1997).